# Miami (Texas)
Pour les articles homonymes, voir Miami (homonymie).
La ville de Miami (en anglais [maɪˈæmə]) est le siège du comté de Roberts, dans l’État du Texas, aux États-Unis. Sa population s’élevait à 597 habitants lors du recensement de 2010, estimée à 589 habitants en 2016.

## Démographie

### Origines ancestrales
La ville compte une population à plus de 95 % blanche. Les populations de Miami se déclarent comme étant principalement d'origine :
 allemande : 27 %
 irlandaise : 22,6 %
 anglaise : 14,6 %
 française : 12,5 %
 belge : 10,8 %
 néerlandaise : 5,7 %
 américaine : 3,9 %
 mexicaine : 2,6 %
 Scots d'Ulster : 2,5 %

### Politique
Lors de l'élection présidentielle américaine de 2016, le comté donne son meilleur pourcentage à Donald Trump avec plus de 95% des voix. Lors de l'élection présidentielle américaine de 2020, il améliore ce score avec plus de 96% des voix .